# 사사야마구치역
사사야마구치역(일본어: 篠山口駅, ささやまぐちえき 사사야마구치에키[*])은 일본 효고현 단바사사야마시에 있는 서일본 여객철도의 역이다. 단바사사야마시의 대표역으로 한카쿠 철도의 계획 당시에는 현재의 단바사사야마 시 서쪽 부근을 지날 예정이었다가 경로를 대폭 우회하지 않으면 안 되었기 때문에 한카쿠 철도는 현지에서 토지 매각을 적극적으로 하지 않자 최종적으로 현재의 위치에 역을 짓게 되었다. 또 2007년 이후에는 단바사사야마시 당국 등에서 역명을 단바사사야마역(일본어: 丹波篠山駅)으로 바꿔야 한다는 주장이 커지고 있다.
후쿠치야마 선의 어번 네트워크 내 구간에서는 사사야마구치 역이 최북단 역으로 여기서부터 안내 상의 운행 계통의 명칭이 갈라져 사사야마구치 역 이북부터는 정식 노선명 그대로 후쿠치야마 선, 사사야마구치 역 이남에서는 애칭인 JR 다카라즈카 선으로 안내된다. 이 때문에 노선은 동일하지만 운행 계통은 사실상 2개가 별도로 운용되어, 특급 이하 모든 양방향 열차들이 각각 사사야마구치 역에서 회차하여 후쿠치야마역 방면, 오사카역 방면으로 되돌아간다. 덧붙여 사사야마구치 역은 이코카 및 제휴 교통카드 이용 가능 구간의 끝으로 단바오야마역을 비롯한 후쿠치야마역 방면으로 계속 승차하는 경우에는 교통카드를 사용할 수 없게 된다.

## 역 구조

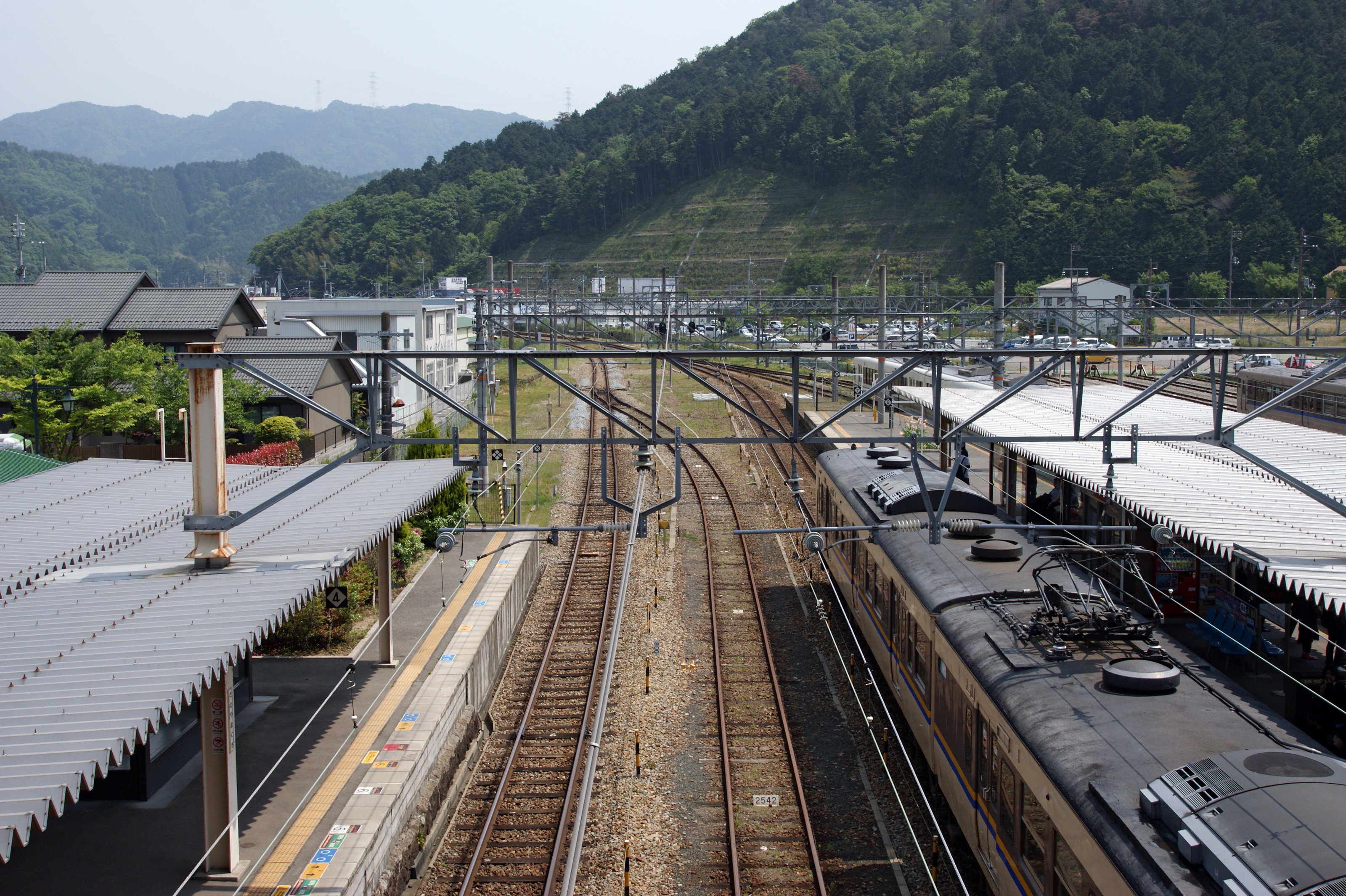
과선교에서 본 역사

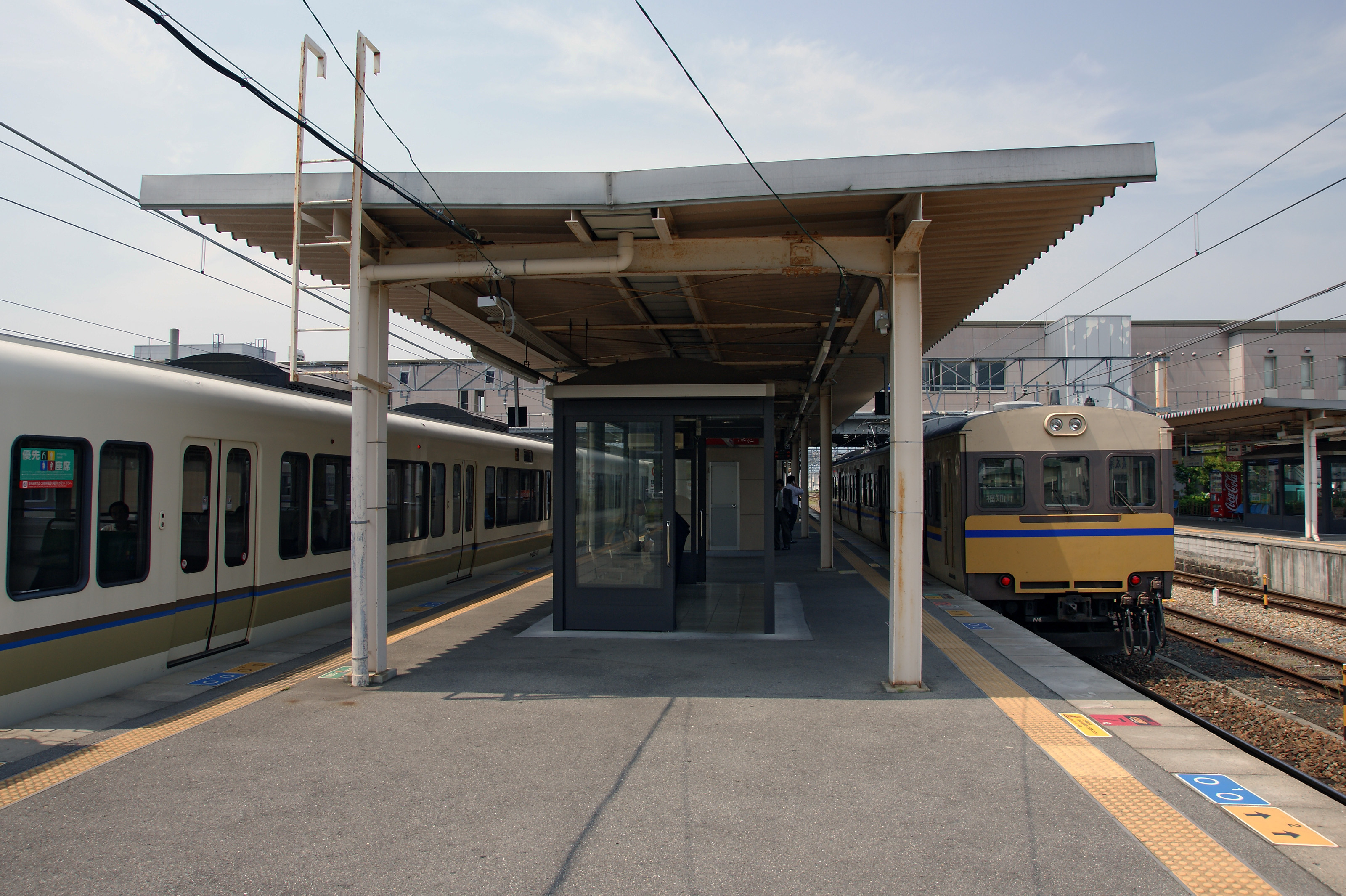
2·3번 승강장

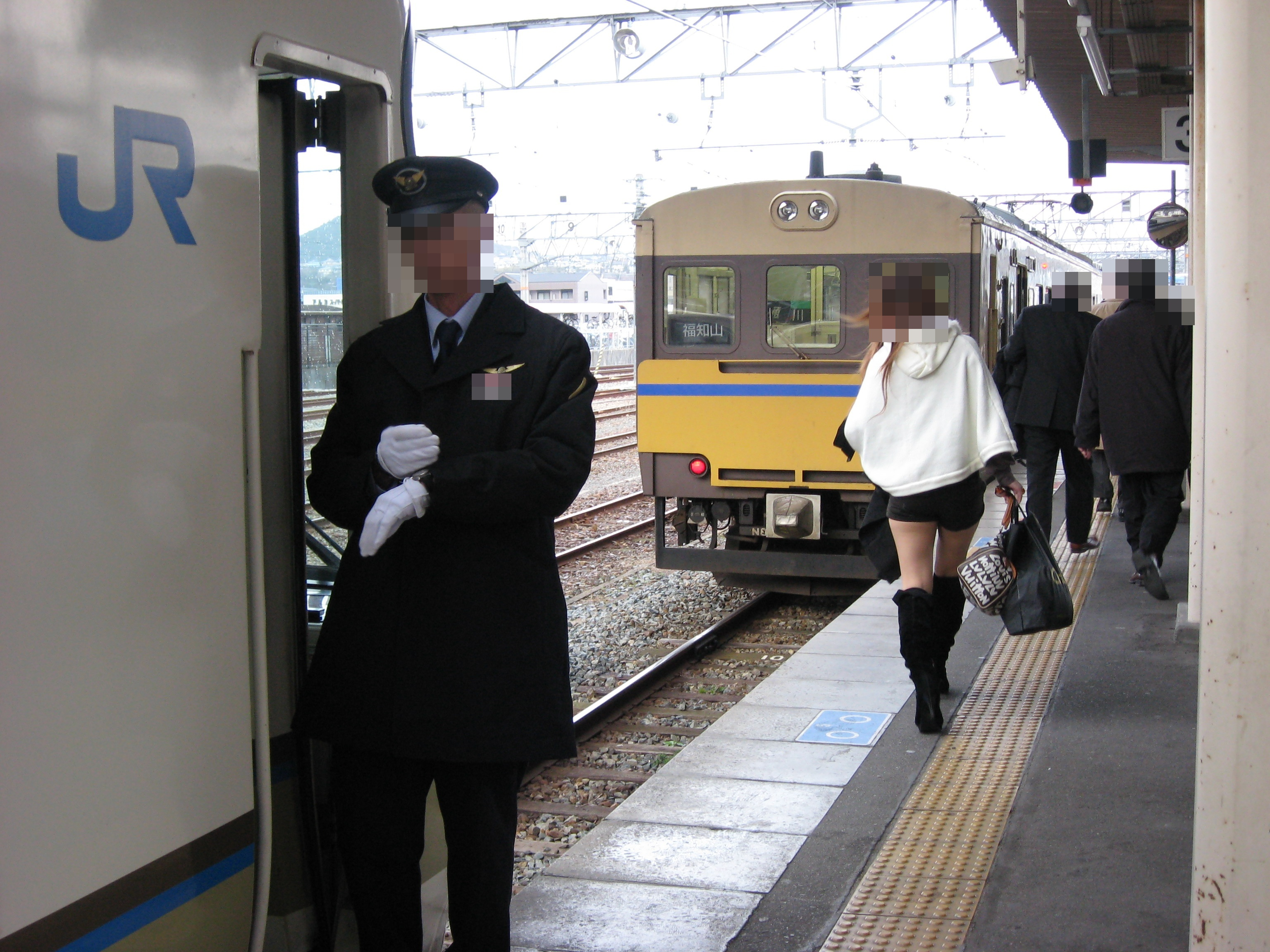
3번선에 정차하는 단바지 쾌속 오사카 행 (바로 앞)과 보통 후쿠치야마 행(끝)

단식과 섬식이 뒤섞인 혼합형 승강장으로 2면 3선의 지상역이다. 1번선이 단식이며 2·3번선이 섬식 승강장이다. 개찰구는 1개소뿐이다.

### 승강장
| 1 - 3 | ■ JR 다카라즈카 선 | 산다 · 다카라즈카 · 오사카 방면 |
| 1 - 3 | ■ 후쿠치야마 선    | 후쿠치야마 · 도요오카 방면      |

1번 승강장이 상행 본선, 2번 승강장이 하행 본선, 3번 승강장이 상하행 부본선이다.

## 역사
- 1899년 3월 25일: 한카쿠 철도 산다 ~ 사사야마구치 간 연장에 따라 개업하였다.
- 1899년 5월 25일: 한카쿠 철도가 가이바라까지 연장하여 도중역이 되었다. 당시 역명은 사사야마였다.
- 1907년 8월 1일: 국유화에 따라 일본국유철도 소속이 되었다.
- 1909년 10월 12일: 노선 명칭 제정에 따라 한카쿠 선의 일부가 되었다.
- 1912년 3월 1일: 노선 명칭 개정에 따라 한카쿠 선의 후쿠치야마 선 이남이 후쿠치야마 선으로 개칭되어 그 일부가 되었다.
- 1944년 3월 1일: 사사야마구치역으로 개칭되었다.
- 1987년 4월 1일: 민영화에 의해 서일본 여객철도의 소속이 되었다.
- 1997년 2월 8일: 교상역이 되었다.
- 1997년 3월 8일: JR 도자이 선 개업과 동시에 신산다 ~ 사사야마구치 간이 복선화되었다.
- 2003년 11월 1일: 이코카의 사용이 개시되었다.

## 인접정차역
| 서일본 여객철도 후쿠치야마 선 | 서일본 여객철도 후쿠치야마 선 | 서일본 여객철도 후쿠치야마 선 |
| ----------------------------- | ----------------------------- | ----------------------------- |
| 미나미야시로 오사카 방면      | ■ 후쿠치야마 선               | 단바오야마 후쿠치야마 방면    |